# جامعة ماكواري
جامعة ماكواري هي جامعة عامة في أستراليا تأسست عام 1964. تقع في مدينة سيدني. وتضم الجامعة 4 كليات تقدم عدة برامج علمية لمراحل البكالوريوس والمجاستير والدكتوراة. وتم تصنيفها في عام 2021 في المرتبة 12 من بين الجامعات الأسترالية.

## إحصائيات
يبلغ عدد طلاب الجامعة 38,753 طالب، منهم 11,282 طالب دراسات عليا.

## الكليات
تضم الجامعة 4 كليات، وهي: كلية الأعمال والاقتصاد، كلية الفنون، كلية الطب والصحة والعلوم الإنسانية، كلية العلوم والهندسة.

## أساتذة بارزون
- منجد المدرس: محاضر إكلينيكي في جراحة العظام.[7]

## التصنيف
حسب تصنيف QS لعام 2021 حلت جامعة ماكواري في المرتبة 12 من بين الجامعات الأسترالية والمرتبة 214 على مستوى جامعات العالم ككل.

## المرافق
تضم الجامعة عدة مرافق، وهي: مستشفى، ومكتبة، ومركز للرياضة المائية، ومركز أبحاث، ومركز رعاية وحضانة أطفال، ومتحف جامعة ماكواري للثقافات القديمة، ومعرض الفنون.